# Buxières-d'Aillac
 Buxières-d'Aillac  es una población y comuna francesa, en la región de  Centro, departamento de Indre, en el distrito de Châteauroux y cantón de Ardentes.

## Demografía
| 313 | 273 | 223 | 217 | 246 | 217 |
| Para los censos de 1962 a 1999 la población legal corresponde a la población sin duplicidades (Fuente: INSEE [Consultar]) |     |     |     |     |     |